# Лили Рајнхарт
Лили Полин Рајнхарт (енгл. Lili Pauline Reinhart; Кливленд, 13. септембар 1996) америчка је глумица. Позната је по улози Бети Купер у серији Ривердејл (2017—2023).

## Биографија
Рођена је 13. септембра 1996. у Кливленду, а одрасла је у оближњем Беј Вилиџу. Преци су јој били Немци и Французи, а изјавила је да јој је презиме немачког порекла. Са 10 година је заволела певање, глуму и плес, након чега је замолила мајку да је одведе на аудиције у Њујорк. Са 18 година се преселила у Лос Анђелес како би се посветила глумачкој каријери и умало је одустала након неуспешних пет месеци.
Изјашњава се као хришћанка. Практикује трансценденталну медитацију и обучава се како би постала реики исцелитељка. Са 14 година јој је дијагностификована депресија. Такође је говорила о свом искуству са анксиозношћу и дисморфофобијом.
У јуну 2020. је изашла из ормара и изјавила да је бисексуалног опредељења. У јануару 2024. јој је дијагностификована алопеција.

## Филмографија

### Филм
| Улоге Лили Рајнхарт |                             |               |              |                   |
| Година              | Српски назив                | Изворни назив | Улога        | Напомена          |
| 2011.               |                             |               | Лилит Вилсон |                   |
| 2012.               |                             |               | Ејми         |                   |
| 2013.               | Краљеви лета                |               | Вики         |                   |
| 2013.               |                             | Кети Коланер  |              |                   |
| 2013.               |                             | Лили Вајт     |              |                   |
| 2016.               |                             |               | Марго Џенсен |                   |
| 2016.               | Добар комшија               |               | Ешли         |                   |
| 2018.               | Галвестон                   |               | Тифани       |                   |
| 2019.               | Преваранткиње са Вол Стрита |               | Анабела      |                   |
| 2019.               | Чарлијеви анђели            |               | регруткиња   | камео улога       |
| 2020.               |                             |               | Грејс Таун   |                   |
| 2022.               |                             |               | она          | документарни филм |
| 2022.               | Како год окренеш            |               | Натали       |                   |

### Телевизија
| Улоге Лили Рајнхарт |                                          |               |                 |              |
| Година              | Српски назив                             | Изворни назив | Улога           | Напомена     |
| 2010.               |                                          |               | Лија            | 1 епизода    |
| 2011.               | Ред и закон: Одељење за специјалне жртве |               | Кортни Лејн     | 1 епизода    |
| 2014.               |                                          |               | Хедер Блумајер  | 6 епизода    |
| 2015.               |                                          | Cocked        | Маргерит Паксон | ТВ филм      |
| 2017—2023.          | Ривердејл                                |               | Бети Купер      | главна улога |
| 2020.               |                                          |               | она             | ТВ специјал  |
| 2020.               | Симпсонови                               |               | Бела-Ела (глас) | 1 епизода    |